# 空中客车A330 MRTT

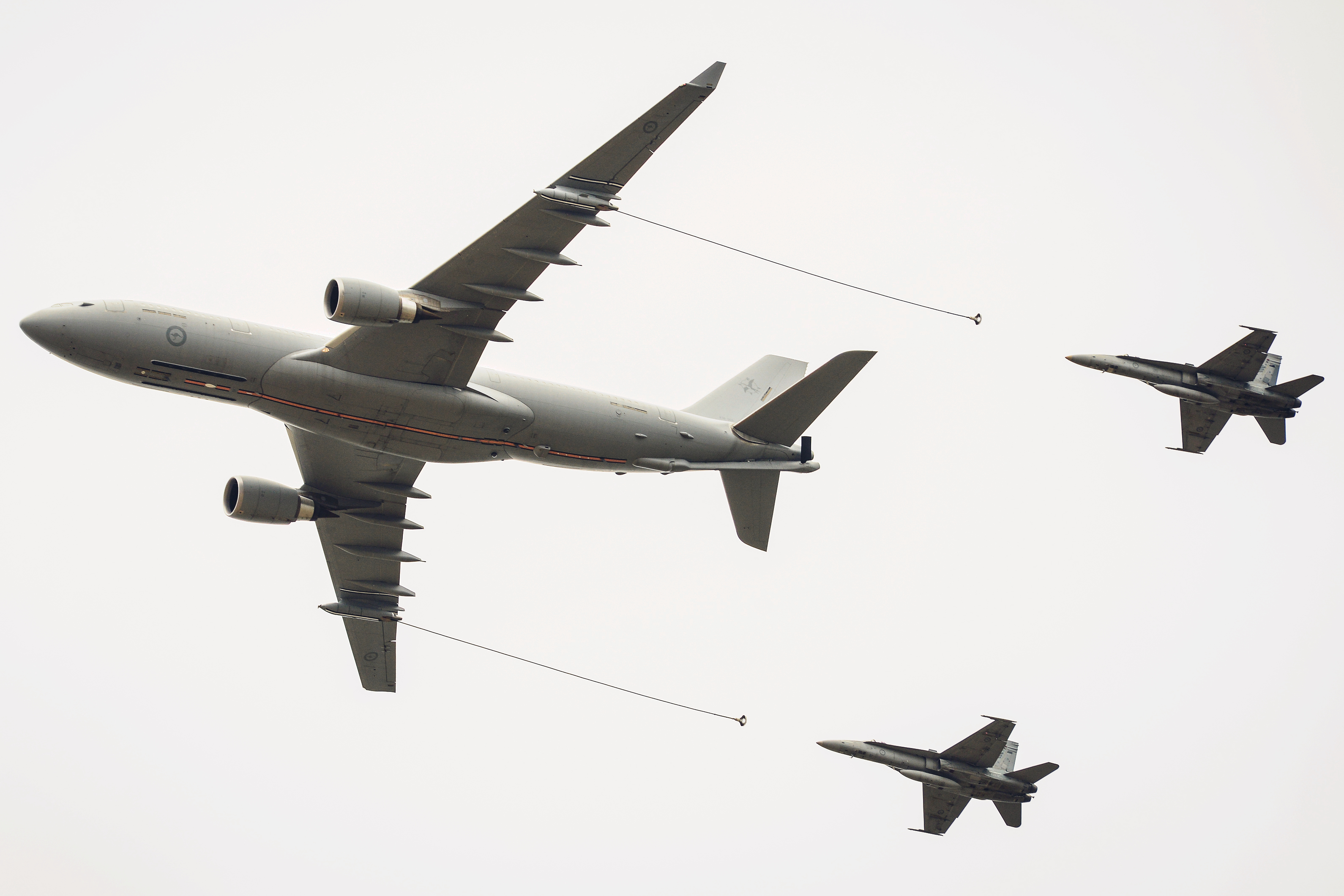
A330 MRTT加油機，正以飛錨式充油設備為兩架F/A-18黃蜂式戰鬥攻擊機加油。

空中巴士A330 MRTT（英語：Airbus A330 Multi Role Tanker Transport）是基於空中巴士A330-200的空中加油機和軍用運輸機，並具備改裝為行政專機的條件。

## 設計
在不使用額外油箱的情況下，A330 MRTT可攜帶110公噸燃料，是世界上最大的空中加油機。它的機翼與四引擎的A340相同，原外側引擎位置作出了結構強化，改為安裝飛錨式加油設備及輸油管；另外機尾亦同時配備飛桁式充油杆，以便不同機種加油。
而在引擎選擇方面，雖然A330 MRTT與民用型號一樣，可以選擇使用勞斯萊斯遄達700、通用電氣CF6或普惠PW4000，但配備CF6的同款加油機僅有沙特阿拉伯、澳洲及西班牙採用，而PW4000更因為其機破率高而無一國家採用，大部分國家都因匿蹤性能較佳，而採用勞斯萊斯遄達700發動機。

## 歷史
A330 MRTT是基于A330-200系列飞机研制的空中加油機，订购方包括澳大利亚皇家空军、英國皇家空軍、沙特阿拉伯皇家空军、法国空军、阿拉伯联合酋长国空军、新加坡共和国空军。。
澳大利亚与2004年4月选中A330，并于同年12月签定购买合同，成為A330 MRTT的啟始客戶。首批飛機於2009年-2011年间交付，以取代逐渐高龄的波音707。

### 美國KC-X加油機計劃
空中巴士曾以A330 MRTT方案，競投美國空軍KC-X加油機採購合約；該合約包括採購600架加油機，以取代機齡已高的KC-135。除了欧洲宇航防务集团，是次競投亦伙同诺斯罗普·格鲁曼公司參與。若成功競投，EDAS將需投資約6億美元，在美國設立生產基地。
最初，美國空軍在採購加油機時，屬意波音公司開發的KC-767（767的軍用版本）。但到了2003年12月，由於其中一名採購人員Darleen Druyun（於該年一月加入波音公司）涉嫌貪污而被調查，美國空軍宣佈凍結與波音公司的合作。波音的行政總裁Philip M. Condit引咎辭職，而行政副總裁Micheal M. Sears就因此而被解僱。
2006年初，美國眾議院通過一項防衛法案，解除先前禁止空中巴士參與競投的禁令。為支持可能簽訂的合約，空中巴士在其後宣佈，將會在美國阿拉巴馬州的莫拜爾（Mobile）設立工程與製作所。
2008年初，美國空軍宣佈EDAS中標KC-X加油機項目，而相關的初步設計亦於同年6月完成。但是，美方於同年9月宣佈KC-X計劃將推倒重來，而最後再由波音KC-767中標，製成KC-46。至於原訂製造A330 MRTT的廠房，則改作組裝美國客戶訂購的A320及A220客機之用。

### 多國多用途空中加油運輸機隊
2011年， 歐洲多國決定軍事介入利比亞，但歐洲各國空軍幾乎都是依賴美軍空中加油機來執行任務。歐洲防衛署（European Defence Agency）因此贊同各成員國建立及共享空中加油運輸機隊。
2012年11月，荷蘭、比利時、法國、希臘、西班牙、匈牙利、盧森堡、波蘭、葡萄牙和挪威共10國的國防部長一同簽署協議，成立一支新的多國多用途空中加油運輸機隊（Multinational Multi-Role Tanker Transport Fleet, MMF）。荷蘭被選定為領導國，多國多用途空中加油運輸機隊預計在2020年初步成形。2016年7月，荷蘭及盧森堡共同訂購兩架飛機。2017年6月，德國及挪威加入成為MMF會員，並承諾購買5架飛機。同年12月，比利時宣布訂購一架飛機，使機隊增至8架。
機隊共有8架A330 MRTT，其中5架部署在荷蘭恩荷芬空軍基地（Eindhoven Airbase），另外3架部署在德國科隆-波恩空軍基地（Koln-Bonn Airbase）。

### 巴西空軍
於2021年1月，巴西政府決定再為引進空中加油機進行談判，並打算從英國皇家空軍手中獲取兩架二手A330 MRTT，但有關談判於一年後無疾而終，轉為購入二手A330客機作改裝。
2022年4月，巴方決定向該國的藍色巴西航空購入A330客機，並由空中巴士國防航天進行改裝，而價格及合作安排則予以保密。
除用作空中加油外，上述A330 MRTT將來或會改裝為新一代巴西政府專機，以取代航程過短的ACJ319。

### 加拿大皇家空軍
由於CC-150加油機暨專機日漸老化，加拿大皇家空軍於2021年決定為下一代空中加油機進行招標，當中波音KC-46及A330 MRTT均有參與競投，但前者於第一輪競投即告落標，而A330 MRTT變相自動中標。
至2022年7月，加方正式宣佈將以1.02億美元，率先購入兩架二手民用A330客機，以改裝為A330 MRTT，並於日後再購置另外四架。

## 使用國家

A330 MRTT的使用國家，包括多國多用途空中加油運輸機隊

截至2022年3月31日，空中巴士共接獲66架訂單，其中51架已交付。
- 澳洲皇家空軍 – 7架已交付[12]，其中兩架於2019年改裝為行政專機
  - 第33中隊

 比利时
- 比利時空軍  – 訂購1架，由北大西洋公約組織擁有，屬於多國多用途空中加油運輸機隊[13]

 巴西
- 巴西空軍

 法國
- 法國空天軍 – 採購15架，全案預期會在2025年前完成[14]。

 德国
- 德國聯邦國防軍空軍 – 訂購4架，由北大西洋公約組織擁有，屬於多國多用途空中加油運輸機隊[15]

 荷蘭
- 荷蘭皇家空軍 – 訂購2架，由北大西洋公約組織擁有，屬於多國多用途空中加油運輸機隊[16][17]

 挪威
- 挪威皇家空軍 – 訂購1架，由北大西洋公約組織擁有，屬於多國多用途空中加油運輸機隊[15]

 沙烏地阿拉伯
- 沙特阿拉伯皇家空軍 – 已交付6架[18]
  - 第24中隊

 新加坡
- 新加坡共和國空軍 – 已交付6架[19]

 大韓民國
- 大韓民國空軍 – 3架已交付，1架已訂購[18]
  - 第5空中機動聯隊[20]

 阿联酋
- 阿聯酋空軍 – 3架已交付[21]
  - 空中加油中隊

 英国
- 英國皇家空軍 – 14架已交付（7架航行者KC2、5架航行者KC3及2架未安裝設備的航行者KC3）。其中ZZ336兼作行政專機，並在尾翼塗有英國國旗。所有飛機均屬租賃性質，由空中巴士佔40%的「空中加油機服務公司」持有；除專機以外，各機材不執行英軍任務時，執飛往來英國本土和外島屬土的民航航班[22]
  - 第10中隊[23]
  - 第101中隊

 西班牙
- 西班牙空軍 – 1架已交付，2架已訂購[24]（均改裝自西班牙國家航空A330-200客機[25]）

 加拿大
- 加拿大皇家空軍 - 採購9架空中巴士A-330MRTT多用途加油機來取代現有的空中客车CC-150北极星(空中客车A310)，新機命名為CC-330哈士奇[26]。其中330002为行政专机。